# 조찬관
조찬관(1965년 6월 20일 ~)은 해태 타이거즈의 전 야구 선수다. 현재 Kt 위즈의 운영 팀장이다.

## 출신 학교
- 영흥고등학교
- 인천전문대학

## 같이 보기
- 1990년 해태 타이거즈 시즌